# Gian Carlo Venturini
Gian Carlo Venturini (ur. 25 lutego 1962 w San Marino) – sanmaryński polityk i samorządowiec, parlamentarzysta, kilkukrotny minister, kapitan regent San Marino od 1 października 1996 do 1 kwietnia 1997 (wraz z Maurizio Rattinim) oraz od 1 kwietnia do 1 października 2021 (wraz z Marco Nicolinim).

## Życiorys
W 1984 ukończył studia na Uniwersytecie w Urbino jako technik laboratoryjny, pracował w instytucie spraw społecznych. W 1986 wstąpił do Chrześcijańsko-Demokratycznej Partii San Marino, był w niej zastępcą sekretarza generalnego (1997–2002, 2007–2008). Od 1989 do 1991 był kapitanem (burmistrzem) Borgo Maggiore. W 1993, 1998, 2001, 2006, 2008, 2012, 2016 i 2019 wybierano go posłem do Wielkiej Rady Generalnej. Zasiadał w rządzie jako sekretarz stanu: w 2002 ds. zdrowia i zabezpieczenia społecznego, od 2002 ds. pracy i współpracy, od 2003 do 2006 i ponownie od 2008 do 2012 ds. terytorium, środowiska i rolnictwa oraz od 2012 do 2016 ds. wewnętrznych, sprawiedliwości i administracji publicznej. W 2017 objął funkcję sekretarza generalnego swojej partii. Po raz pierwszy został kapitanem regentem San Marino w okresie od 1 października 1996 do 1 kwietnia 1997. W marcu 2021 ponownie wybrany na jednego z dwóch kapitanów regentów San Marino na półroczną kadencję rozpoczynającą się z dniem 1 kwietnia 2021.
Kawaler Orderu Zasługi Republiki Włoskiej (2021).